# Jean-Pierre Monseré
Jean-Pierre Monseré   (Roeselare, 8 de setembre de 1948 - Lille, 15 de març de 1971) va ser un ciclista belga que fou professional entre 1969 i 1971. Sempre va córrer a l'equip Flàndria.
Jean-Pierre Monseré va guanyar la Volta a Llombardia de 1969, després de la desclassificació per dopatge del neerlandès Gerben Karstens.
El 16 d'agost de 1970, sota una forta ventada, va guanyar, a Leicester, Anglaterra, el Campionat del Món de ciclisme, per davant del danès Leif Mortensen i l'italià Felice Gimondi.
Soci, junt als germans Eric i Roger de Vlaeminck, del grup «Flandria», dirigit per Albéric Schotte, Monseré deixava entreveure una gran carrera de campió ciclista. El 15 de març de 1971 va prendre la sortida en el G.P. Retie com a preparació per a les clàssiques de primavera, però durant el transcurs d'aquesta cursa un conductor despistat va envair la carretera per on circulaven els corredors i va atropellar-lo provocant-li la mort. Tenia sols 22 anys.
El destí, tràgic i capritxós, va voler que el seu fill Giovanni morís també atropellat per un cotxe tan sols 5 anys després mentre circulava amb bicicleta, i també vestint el mallot arc iris que li havien regalat en la seva primera comunió com a homenatge al seu pare.

## Palmarès
- 1967
  - Vencedor d'una etapa a la Volta a Limburg amateur
- 1969
  - 1r a la Volta a Llombardia
  - 1r de l'Omloop Het Volk
  - 1r del Circuit de Flandes Oriental
  - 1r a Sterfinale Aartselaar
  - 1r a Koekelare
  - Vencedor d'una etapa de l'Olympia's Tour
  - Vencedor d'una etapa de la Volta a Bèlgica amateur
- 1970
  -  Campió del Món de Ciclisme
  - Campió de Bèlgica en pista d'Omnium
  - 1r a Bornem
  - 1r dels Sis dies de Gant (amb Patrick Sercu)
  - 1r del Circuit del Sud-oest de Flandes
  - 1r al Critèrium de Zingem
  - 1r a Roeselare
  - 1r a Koekelare
  - 1r a Berlaar
  - 1r a Retie
  - 1r a Adinkerke
  - 1r a Oostkamp
  - 1r a Boezinge
  - 1r a Ninove
  - 1r a Sint-Andries
  - 1r a Drongen
  - Vencedor de 2 etapes a la Volta a Andalusia
  - Vencedor d'una etapa de la París-Luxemburg
- 1971
  - Campió de Bèlgica de pista de velocitat per equips
  - 1r de la Volta a Andalusia i vencedor de 2 etapes